# Alergia na jad błonkoskrzydłych

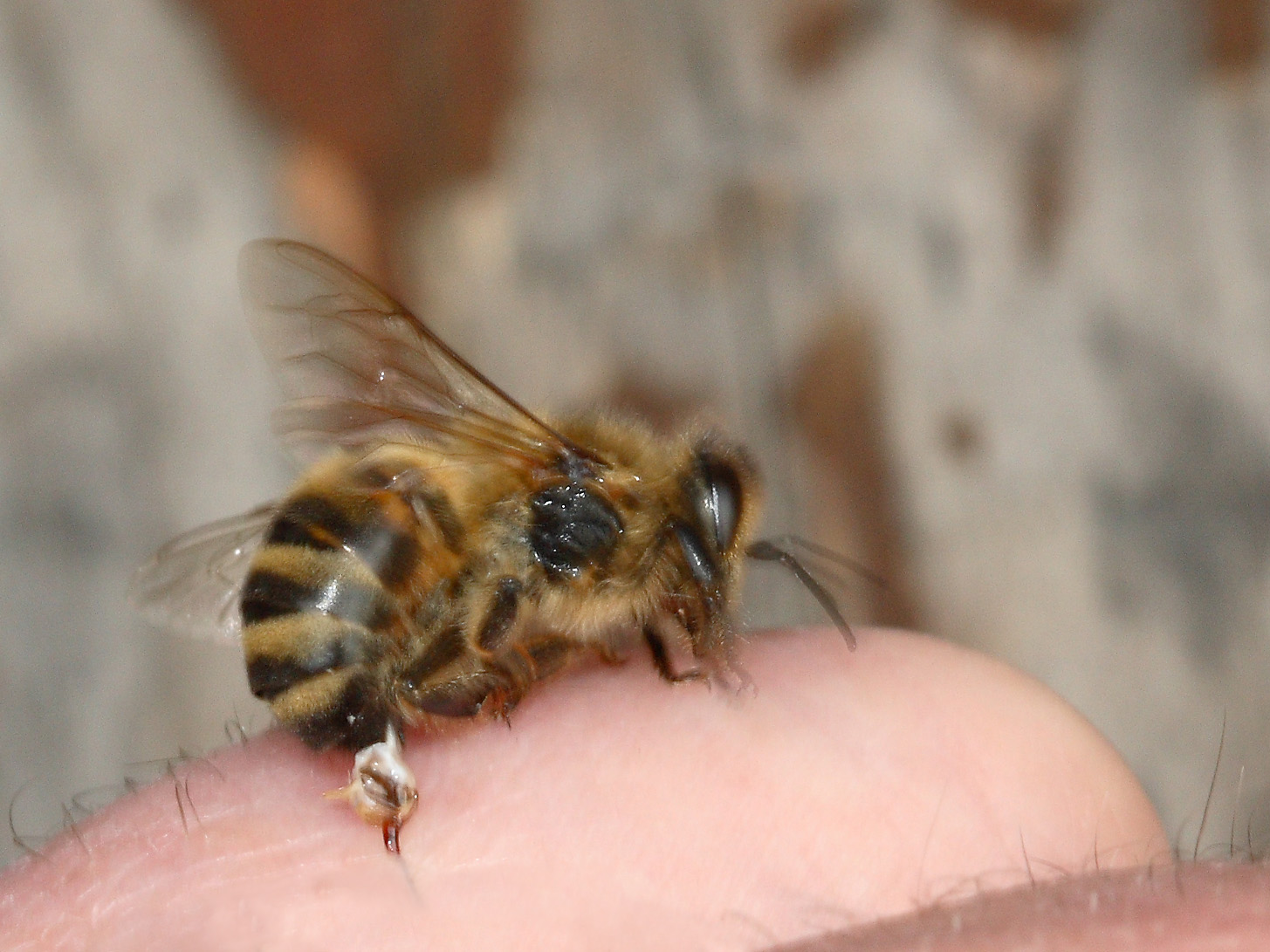
Pszczoła w trakcie żądlenia

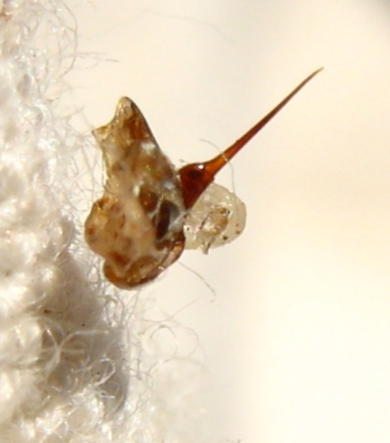
Żądło pszczoły miodnej

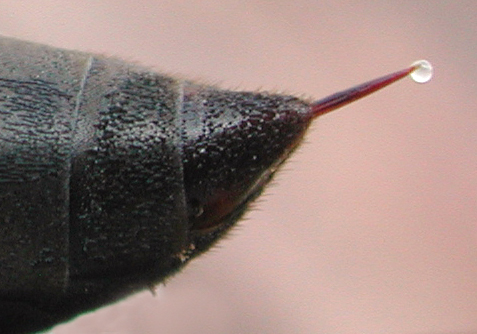
Żądło osy

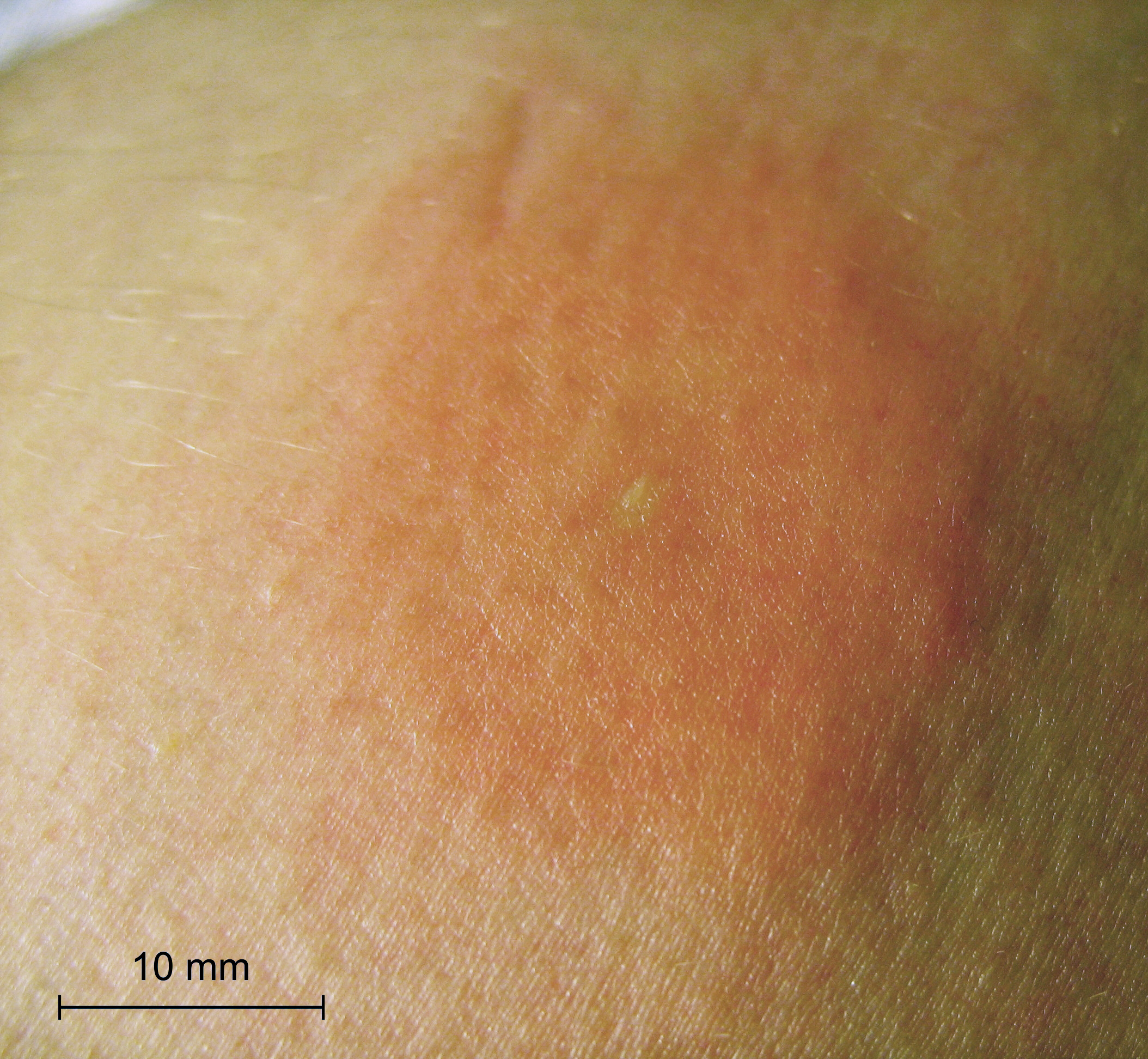
Obrzęk i zaczerwienienie skóry w miejscu użądlenia

Alergia na jad błonkoskrzydłych – reakcja alergiczna organizmu uczulonych zwierząt i ludzi na wprowadzanie do ustroju alergenów
jadu przez żądlące owady z rzędu błonkoskrzydłych (Hymenoptera). W wyniku tej reakcji może dochodzić do zagrożenia zdrowia, a nawet życia w wyniku gwałtownie rozwijającego się wstrząsu anafilaktycznego.

## Epidemiologia
Istnieją trudności w ocenie rzeczywistej częstości występowania alergii na jad błonkoskrzydłych, a także częstości poszczególnych stopni nasilenia tej reakcji alergicznej. Wynikają stąd duże rozbieżności w podawanych w badaniach naukowych wynikach
Największa ekspozycja na owady żądlące, a co za tym idzie, na użądlenia występuje u pszczelarzy.
W tej populacji obserwuje się, że wraz ze wzrostem liczby użądleń ryzyko odczynu po użądleniu maleje i jest
bardzo małe gdy użądleń jest więcej niż 200 na rok. W tej populacji częściej niż w populacji ogólnej stwierdza się obecność swoistych przeciwciał IgE,  a także przeciwciał klasy IgG4 przeciw jadowi pszczół, które może mieć działanie ochronne.
Zgony z powodu reakcji na jad błonkoskrzydłych:
- w Europie ok. 150 na rok
- w USA ok. 40 na rok
- ogólnie 0,09-0,45/rok/mln populacji

Częstość występowania reakcji ogólnoustrojowych w przebiegu reakcji na jad błonkoskrzydłych:
- dorośli – 0,3-7,5%, według innego źródła 0,5-8,9%[2]
- dzieci < 1%, według innego źródła 0,15-1,5%[2]
- pszczelarze – 4,4-43%

Częstość występowania nasilonych reakcji miejscowych w przebiegu reakcji na jad błonkoskrzydłych:
- dorośli – 2,4-26,4%
- dzieci do 19%
- pszczelarze ok. 38%

## Aspekt biologiczny
Z alergologicznego punktu widzenia największe znaczenie z liczącego ok. 10 000 gatunków rzędu błonkoskrzydłych (Hymenoptera) ma podrząd żądłówki oraz rodziny: pszczołowate (Apidea) i osowate (Vespidea).
Istnieje bardzo wiele gatunków należących do tych dwu rodzin, ale praktycznie znaczenie mają przede wszystkim użądlenia przez:
- osowate: osy, szerszenie (szerszeń europejski), klecanki (Polistes dominulus, Polistes gallicus, Polistes nimpha)[3]
- pszczołowate: pszczoła miodna i trzmiele (trzmiel ziemny, trzmiel gajowy, trzmiel ogrodowy, trzmiel kamiennik i trzmiel rudy)[3]

W Stanach Zjednoczonych i Australii owadami żądlącymi są również niektóre gatunki mrówkowatych np. Solenopsis invicta.
Na terenie Polski najczęściej mamy do czynienia z użądleniami os i pszczoły miodnej, rzadziej szerszeni i trzmieli.

## Alergeny
Alergeny jadów błonkoskrzydłych i mrówki ognistej są glikoproteinami o masie cząsteczkowej 10-50 kDa zawierających 100-400 reszt aminokwasowych. Zdarzają się, także mniejsze cząsteczki, np. melityna peptyd z jadu pszczoły miodnej (Api m 4) ma masę cząsteczkową 2,9 kDa, a inny peptyd Api m 6 ma 7,9 kDa.
W skład jadów błonkoskrzydłych wchodzą między innymi:
- Api m 1, Bom p 1 – fosfolipaza A2 (12%,) najważniejszy alergen jadu pszczoły miodnej, ważny alergen trzmieli[6]
- Ves v 1, Dol m 1, Vesp c 1, Pol a 1, Sol i 1 – fosfolipaza A1, ważny alergen osowatych i mrówki ognistej[6]
- Api m 2, Dol m 2, Pol a 2, Ves v 2 – hialuronidaza, główny antygen, zawartość 3% w jadzie pszczoły miodnej, zachowujący 50% zgodność sekwencji aminokwasowej z hialuronidazą jadu os[6]
- Api m 3 – fosfataza kwaśna, jeden z głównych antygenów pszczół[6]
- Api m 4 – mniej ważny alergen jadu pszczoły miodnej, melityna (50% suchej masy)
- Ves c 5, Ves v 5, Pol a 5  – antygen 5 w jadzie osowatych, a także w jadzie mrówek ognistych (Sol i 3)[6]
- fosfolipaza A i B – jad os
- Api m 7, Pol d 4, Pol g 4, Bom p 4 – proteaza serynowa, alergen w jadzie pszczół i jeden z głównych alergenów klecanek i trzmieli[6]

## Patomechanizm
Po wniknięciu jadu do organizmu osoby uczulonej dochodzi do połączenia alergenów jadu z immunoglobulinami E (IgE) opłaszczającymi komórki tuczne.
W wyniku tego dochodzi do degranulacji i uwolnienia licznych biologicznie czynnych substancji, które są odpowiedzialne za rozwój objawów reakcji alergicznej typu natychmiastowego (typu I według Gella i Coombsa).

## Obraz kliniczny
Objawy alergiczne mogą mieć różny stopień nasilenia, od łagodnego i ograniczonego do miejsca użądlenia do uogólnionej, gwałtownej reakcji alergicznej typu natychmiastowego pod postacią zagrażającego śmiercią wstrząsu anafilaktycznego.
Zazwyczaj objawy pojawiają się krótko po użądleniu (w czasie do 15-20 minut), ale mogą być opóźnione lub mieć charakter dwufazowy.
Alergia na jad owadów błonkoskrzydłych ma pewne odmienne cechy, które różnią ją od innych rodzajów alergii: wziewnych, pokarmowych czy kontaktowych.
- ilość wprowadzonych do organizmu alergenów (jest znacznie większa)
- wprowadzenie również innych toksycznych i biologicznie czynnych substancji (amin biogennych, enzymów i białek zasadowych)
- szczególna droga wprowadzenia alergenów
- skóra, miejsce wprowadzenia alergenów, obfituje w komórki efektorowe reakcji alergicznej typu I (natychmiastowego) czyli mastocyty

Objawy uczulenia to najczęściej:
- objawy miejscowe: ból, swędzenie, obrzęk i zaczerwienienie w miejscu użądlenia
- objawy uogólnione ze wstrząsem anafilaktycznym włącznie (pokrzywka, spadek ciśnienia tętniczego, skurcz oskrzeli, obrzęk naczynioruchowy: powiek, warg, języka, gardła i krtani, objawy niewydolności krążenia)

Użądlenie przez owada błonkoskrzydłego może objawiać się jako:
- ograniczona reakcja miejscową w okolicy użądlenia: obrzęk i rumień zwykle o średnicy kilku centymetrów, utrzymujący się kilka godzin i niemający tendencji do rozszerzania się
- duża reakcja miejscowa: obrzęk i rumień o średnicy większej niż 10 cm i trwający ponad 24 godziny
- ogólnoustrojowa reakcja anafilaktyczna
- ogólnoustrojowa reakcja toksyczna
- nietypowe powikłania, np. choroba posurowicza, zapalenie naczyń, trombocytopenia i inne cytopenie, uszkodzenie funkcji nerek (niewydolność nerek, zespół nerczycowy)

| Stopień ogólnoustrojowej reakcji uczuleniowej | Objawy |
| --------------------------------------------- | --- |
| Stopień 0                                     | duży odczyn miejscowy w miejscu użądlenia, większy od dłoni chorego |
| Stopień I                                     | lekki odczyn uogólniony, uogólniona pokrzywka, świąd skóry, nudności, uczucie lęku, metaliczny smak w ustach                                                                                       |
| Stopień II                                    | objawy silnie wyrażone objawy jak, w stopniu I i co najmniej dwa z: obrzęk naczynioruchowy, uczucie ciężaru w klatce piersiowej, bóle brzucha, wymioty, biegunka, zawroty głowy, świszczący oddech |
| Stopień III                                   | ciężkie objawy ogólne objawy jak, w stopniu I i II oraz co najmniej dwa z: duszność, dysfagia, chrypka, bełkotliwa mowa, oszołomienie, uczucie śmiertelnego lęku                                   |
| Stopień IV                                    | wstrząs, sinica, spadek ciśnienia tętniczego, utrata przytomności, nietrzymanie moczu i stolca |

Pszczelarze zwykle uodporniają się na działanie jadu pszczelego.

## Profilaktyka
Na podstawie wiedzy i wieloletnich doświadczeń sformułowano zestaw szczegółowych profilaktycznych zaleceń dla osób zagrożonych wystąpieniem ciężkich, ogólnoustrojowych reakcji alergicznych na jad błonkoskrzydłych. Mają one bardzo dużą wartość praktyczną, pomimo braku kontrolowanych badań naukowych w tym zakresie.
Czynności, których należy bezwzględnie unikać w okresie gdy owady błonkoskrzydłe można spotkać na wolnym powietrzu:
- jedzenie/picie na zewnątrz
- chodzenie boso na zewnątrz
- praca w ogrodzie, szczególnie przy kwiatach
- uprawianie sportów na zewnątrz
- przebywanie w pobliżu pasiek (przy zbieraniu miodu)

Osobom zagrożonym takim rodzajem alergii powinno się przekazać szczegółowe informacje o tym gdzie żądlące owady budują gniazda, jaki pokarm je zwabia, gdzie można spodziewać się ich obecności. W okresie aktywności owadów okna do pomieszczeń gdzie przebywają alergicy powinny zamknięte lub mieć skuteczne siatki ochronne.
Po użądleniu przez pszczołę żądło powinno być jak najszybciej usunięte, ponieważ jego szybkie usunięcie zmniejsza nasilenie reakcji alergicznej.
Leczenie lekami należącymi do grupy leków β-adrenolitycznych, powinny zostać zmienione na alternatywną terapię, ponieważ powodują poważniejsze objawy alergiczne, które są trudniejsze do leczenia.

## Leczenie i profilaktyka
W 1979 roku Amerykańska Agencja Leków i Żywności (FDA) dopuściła do leczenia (immunoterapii) ekstrakty jadu błonkoskrzydłych.
W uzasadnionych przypadkach leczenie takie jest rekomendowane i uzyskuje się jego wysoką skuteczność. Zazwyczaj terapia trwa od trzech do pięciu lat.
Osoby u których doszło do uogólnionych reakcji uczuleniowych powinny zostać skierowane specjalistycznego ośrodka alergologicznego zajmującego się  diagnostyką i immunoterapią alergenem (tzn. odczulaniem). Do tego czasu powinny zostać poinstruowane jak unikać użądleń i zostać wyposażone w ampułkostrzykawki z adrenaliną do domięśniowego zastosowania bezpośrednio po użądleniu.
Skuteczność immunoterapii jest wysoka i wynosi blisko 97%, a przy tym jej działanie jest długotrwale.
W leczeniu reakcji uogólnionych stosuje się poza tym: β2-mimetyki, leki przeciwhistaminowe i glikokortykosteroidy.

## Klasyfikacja ICD10
| kod ICD10     | nazwa choroby                              |
| ------------- | ------------------------------------------ |
| ICD-10: T63.4 | Użądlenie lub ukąszenie                    |
| ICD-10: X23   | Kontakt z szerszeniami, osami i pszczołami |